# Wolfgang Thadewald

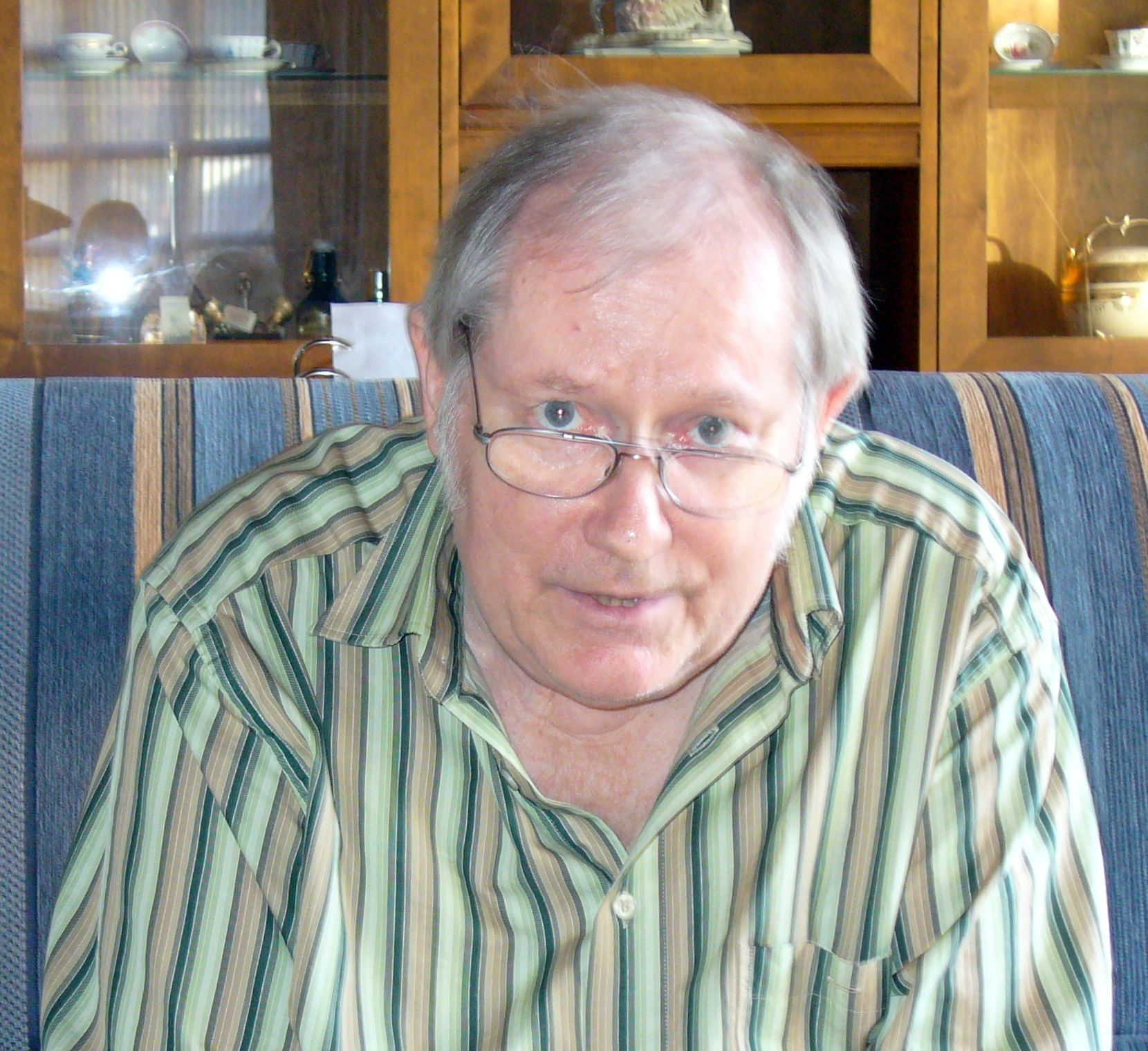
Wolfgang Thadewald (2008)

Wolfgang Thadewald (* 24. April 1936 in Stettin; † 1. Dezember 2014 in Langenhagen) war ein deutscher Sammler, Bibliograf, Verleger, Herausgeber, Autor grotesk-skurriler Erzählungen und einer der bedeutendsten deutschsprachigen Kenner der Werke des französischen Science-Fiction-Schriftstellers Jules Verne.

## Leben und Werk

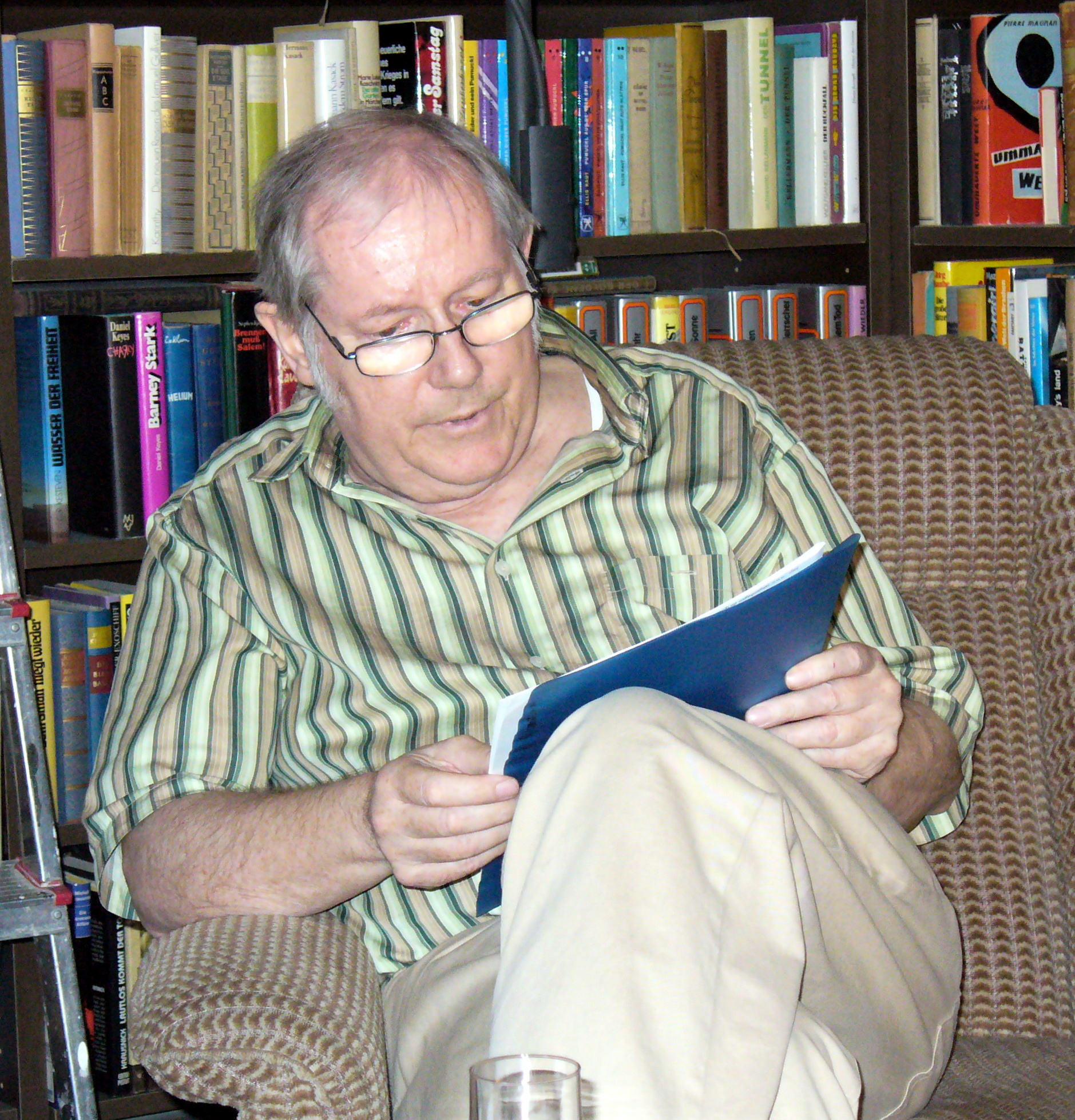
Wolfgang Thadewald in seiner Bibliothek (2008)

### Tätigkeit als Literaturagent
Zusammen mit seiner Familie floh der knapp 9-jährige Thadewald am Ende des Zweiten Weltkrieges über Dänemark aus seiner vorpommerschen Heimat nach Westdeutschland. Er absolvierte eine kaufmännische Ausbildung und arbeitete als Finanzbeamter, zuletzt als Steueroberamtsrat in der Funktion eines Hauptabteilungsleiters.
Nebenberuflich interessierte sich Thadewald sehr für Literatur und leitete während des Kalten Krieges lange Jahre eine eigene Literaturagentur, die sich auf polnische Autoren spezialisiert hatte, damit diese auf dem deutschen Markt veröffentlichen konnten. Zu den von ihm verlegten Autoren gehörten unter anderem der Science-Fiction-Autor Stanisław Lem, den er über 40 Jahre lang vertrat und mit dem ihn bis zu dessen Tod im Jahre 2006 eine enge Freundschaft verband. Auch Marian Orzechowski, von 1985 bis 1988 polnischer Außenminister und Träger des Friedenspreises des Deutschen Buchhandels, wurde von ihm vertreten. Genau so wie der katholische Geistliche Karol Wojtyla, der spätere Papst Johannes Paul II., der mit Thadewalds Unterstützung Lyrik veröffentlichen konnte.
1966 gab er im Selbstverlag zusammen mit Thomas Schlück den Science-Fiction-Roman Star Maker des Briten Olaf Stapledon heraus, den Schlück übersetzt hatte.

### Sammeltätigkeit
Mit 18 Jahren musste Thadewald für mehrere Monate ins Krankenhaus und lernte in dieser Zeit die gerade auf den Markt gekommene Science-Fiction-Heftreihe Utopia aus dem Pabel-Verlag kennen.

#### Jules-Verne-Experte

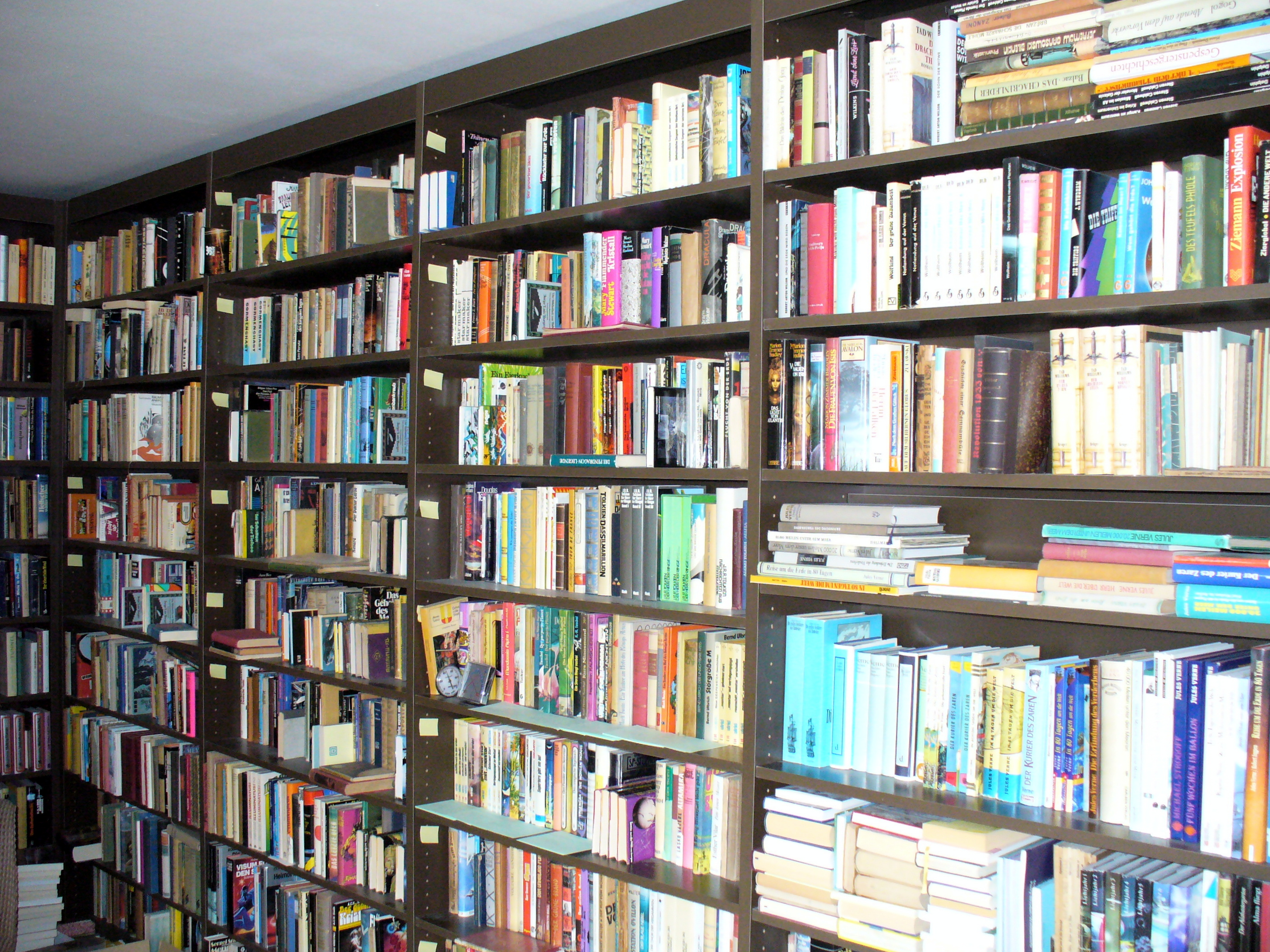
Sehr kleiner Ausschnitt der Thadewald-Sammlung/Bibliothek (2008)

Nachdem er im Alter von 18 Jahren Science-Fiction und Phantastik für sich entdeckt hatte, machte er mit 22 schließlich Bekanntschaft mit dem Werk Jules Vernes. Von diesem Zeitpunkt an sammelte er bis zu seinem Tode alles, was er über den französischen Autoren finden konnte. Mit detektivischem Spürsinn trug er in akribischer Kleinarbeit die wahrscheinlich größte Sammlung zu Jules Verne in deutscher Sprache zusammen. Seine Sammlung umfasst mit ca. 4.000 Objekten über 90 % aller bekannten deutschsprachigen Verne-Ausgaben (inklusive dazugehöriger Sekundärliteratur) und sonstigen Objekte. Sie umfasst nicht nur die verschiedenen Ausgaben, sondern auch deren einzelne Auflagen. Darunter befinden sich nicht nur gebundene Ausgaben, sondern auch Taschenbücher, Heftromane und Comics. Des Weiteren Anthologien mit Einzelerzählungen, Hörspiel- und Hörbuch-Schallplatten und -Kassetten und Verfilmungen von Vernes Werken. Schließlich hatte Thadewald auch zahlreiche „Kleinteile“, wie Porträtstiche, Bastelbögen, Sammelbilder, Figurbögen für Papiertheater etc.
Thadewald hatte seine Sammlung zwischen zwei eingeschossigen Häusern in Langenhagen aufgeteilt. In einem der Häuser lebte er zwischen seiner Jules-Verne-Sammlung wie in einer Bibliothek. Er vermachte seine komplette Jules-Verne-Sammlung der Gottfried Wilhelm Leibniz Bibliothek in Hannover. Die Sammlung umfasst etwa 4000 Stücke, darunter 2.000 gebundene Bücher, 800 Taschenbücher, 200 Hefte (= 3.000 Stücke) und etwa 200 Schallplatten und Kassetten … (Zitat aus dem Testament). Seine Sammlung von mehr als 45.000 Bänden fantastischer Literatur vermachte er der Phantastische Bibliothek Wetzlar.
Nach Verhandlungen zwischen der Leibniz Bibliothek und der Phantastischen Bibliothek einigten sich beide Seiten 2019 darauf, die komplette Jules-Verne-Sammlung Thadewalds, die seit 2014 in 92 Umzugskartons in einem Depot der Leibniz Bibliothek eingelagert war, vollständig an die Phantastische Bibliothek zu übergeben. Im Mai 2019 wurde die Sammlung nach Wetzlar gebracht, wo sich seither Jules-Verne-Experten (u. a. des Jules-Verne-Clubs) damit befassen, diese für die Öffentlichkeit zu erschließen.
Im Laufe seines Sammlerlebens veröffentlichte Thadewald zahlreiche Fachaufsätze und Bücher über Verne, so zum Beispiel eine Gesamtausgabe der auf Deutsch erschienenen Verneschen Werke auf einer CD-ROM, die auf über 39.000 Seiten eine ausführliche Einleitung, Romane, Erzählungen, alte Rezensionen sowie Bio- und Bibliografien enthält.
Wolfgang Thadewald wurde am 14. Oktober 2000 Mitglied des deutschen Jules-Verne-Clubs, dem er bis zu seinem Tode angehörte.

#### Schriften (Auswahl)

Titelblatt Nautilus – Magazin des Jules-Verne-Clubs, Nr. 26 vom April 2015, mit einem Nachruf auf Wolfgang Thadewald.

##### Als Autor
Thadewald ist unter anderem Autor von über 500 Artikeln über Jules Verne. Er verfasste ebenfalls zahlreiche Bibliografien für das als Loseblattsammlung erscheinende Bibliographische Lexikon der utopisch-phantastischen Literatur sowie das von Friedrich Schegk und Heinrich Wimmer herausgegebene Lexikon der Reise- und Abenteuerliteratur. Darüber hinaus schrieb er grotesk-skurrile Erzählungen, deren Protagonisten die Mitglieder der Familie Ranz sind. Zusammen mit zahlreichen anderen Autoren, wie Volker Dehs oder Thomas Ostwald, verfasste Thadewald Beiträge für das von Heinrich Pleticha 1992 herausgegebene Jules Verne Handbuch. Der weiteren veröffentlichte er auch Erzählungen in Heftromanreihen wie Terra Astra, Perry Rhodan, Raumschiff Promet, Terra Nova oder in Nautilus, dem Magazin des Jules-Verne-Clubs.

##### Als Herausgeber
Mit Hilfe des Jules-Verne-Clubs konnte die neue Reihe Thadewalds Spaziergänge durch die Vernistik herausgebracht werden, die Erzählungen von Verne-Nachahmern und frühe deutschsprachige Zeitungsrezensionen und sonstige öffentlich nur schwer zugängliche Texte umfasst. Zu seinen Lebzeiten erschienen zwei Bände:
- 150 Jahre Jules Verne – Zeugnisse aus den Anfängen einer neuen Literaturgattung. Bremerhaven 2013.
- Gustav Hofmann: Die Reise nach dem Mond. Nach Jules Verne. Bremerhaven 2014.
- Jules Verne im Groschenformat – Heftromane des 19. Jahrhunderts. Bremerhaven 2015 (postum erschienen)

Thadewalds Opus magnum ist jedoch:
- Jules Verne. Bekannte und unbekannte Welten. (mit CD). Directmedia, Berlin 2004.

### Sonstiges
Anfang der 1960er Jahre gründete Thadewald gemeinsam mit Ernst-August Pösse (1935–2012) die Science-Fiction-Gruppe Hannover (SFGH). Zwischen 2004 und 2006 arbeitete er an der Studie „Verkehrssysteme der Zukunft“ der Phantastischen Bibliothek Wetzlar und des Deutschen Zentrums für Luft- und Raumfahrt mit. 2006 war er neben Thomas Le Blanc, Peter von Möllendorff und Thomas Schlück einer von insgesamt 19 Stiftungsgründern der Phantastischen Bibliothek in Wetzlar. „Für seine langjährigen Verdienste um die Jules-Verne-Forschung“ wurde er 2007 für den Kurd-Laßwitz-Preis nominiert. Thadewald gilt als Miterfinder des (realen) Getränks Vurguzz, das als fiktives alkoholisches Getränk mit 250 Vol.-% angeblich von Jesco von Puttkamer erfunden worden sein soll und im Science-Fiction-Fandom Kultstatus besitzt.
Wolfgang Thadewald, der nie mit einem Computer gearbeitet hat, starb 78-jährig im Dezember 2014 nach langer, schwerer Krankheit. Er war unverheiratet und ohne Nachkommen.

## Impressionen aus der Sammlung

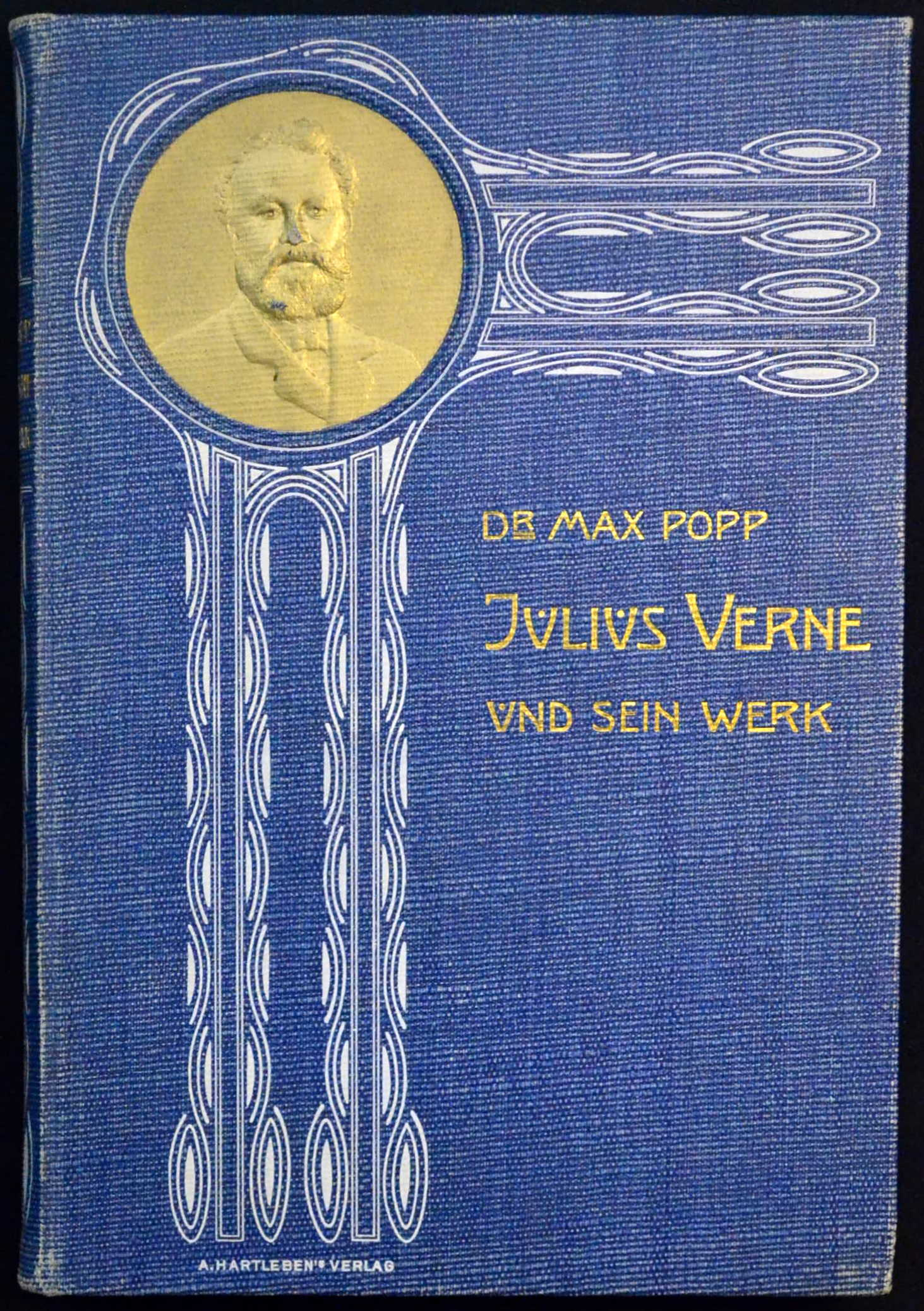
Max Popp: Julius Verne und sein Werk (von 1909)
Von der Erde zum Mond (von 1876)
Die Propeller-Insel (um 1900)
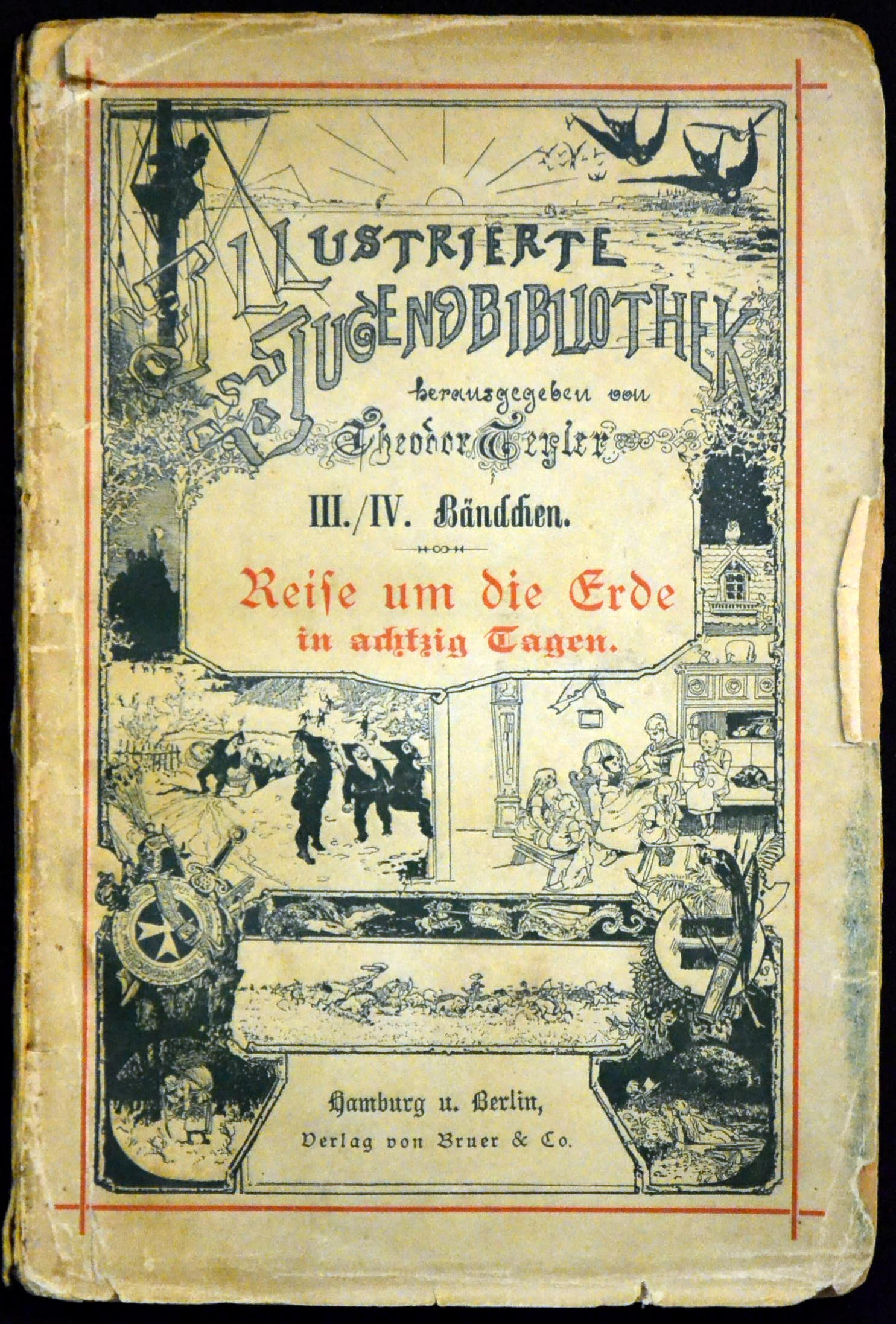
Reise um die Erde in achtzig Tagen (von 1891)
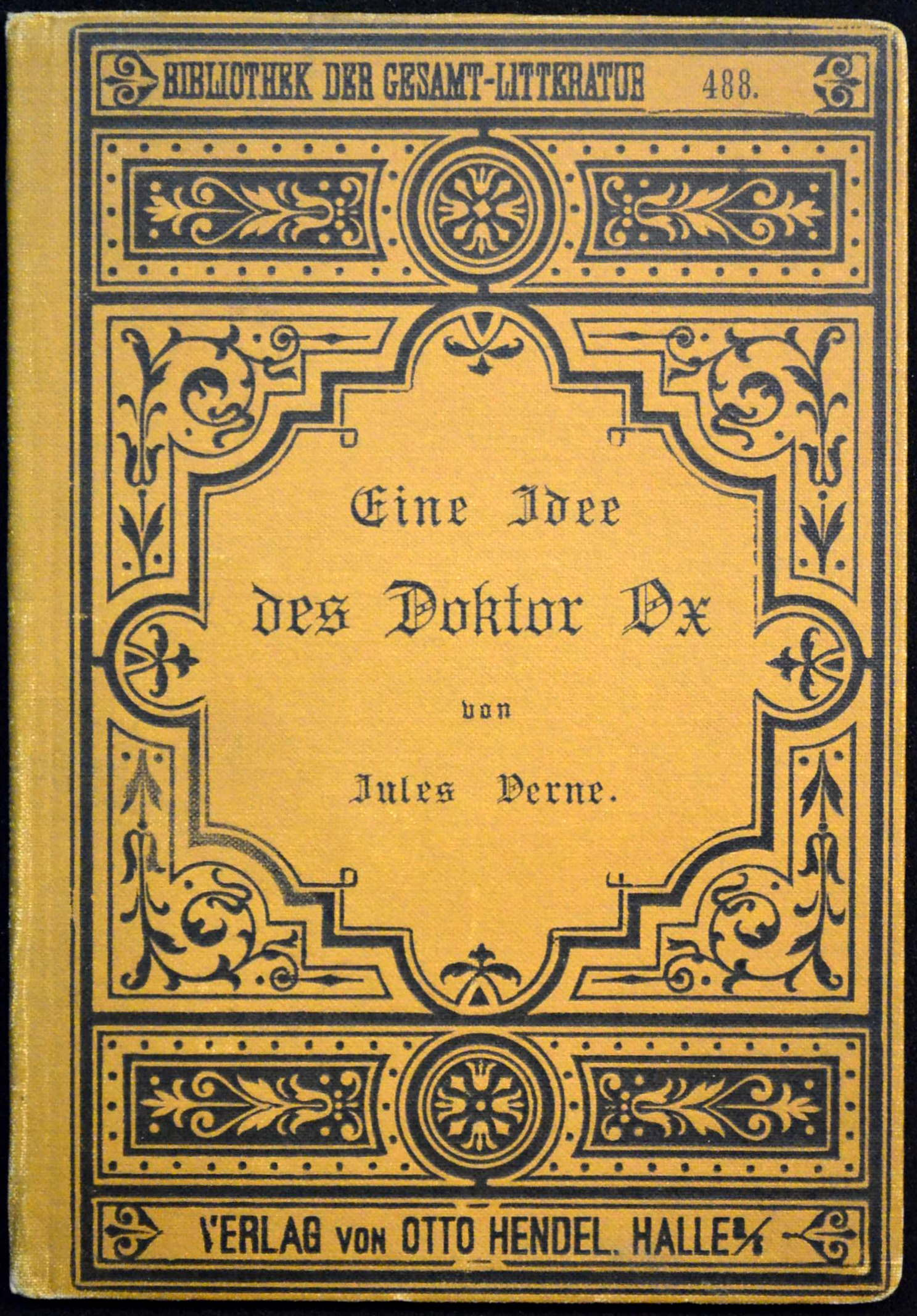
Eine Idee des Doktor Ox (um 1900)
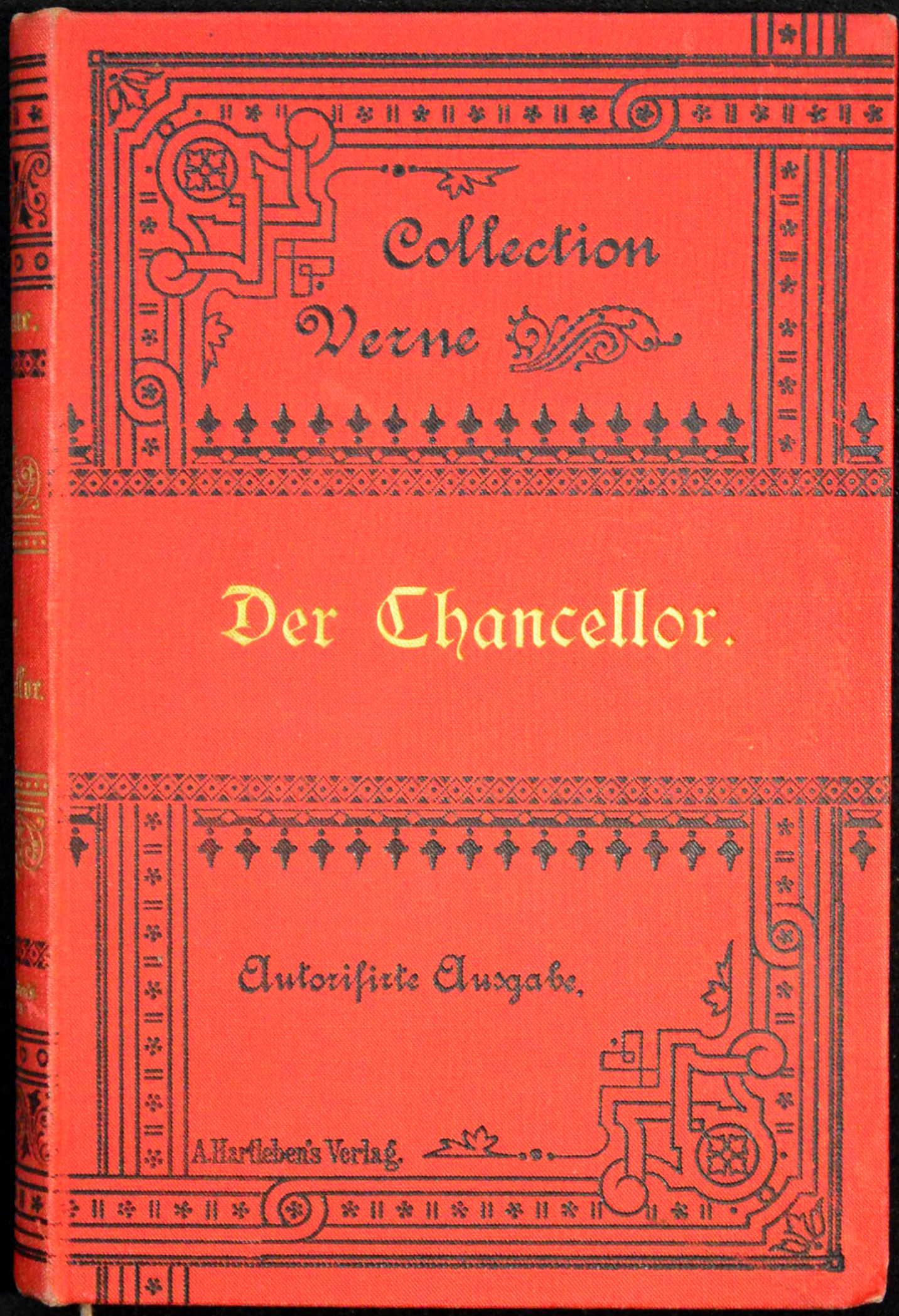
Der Chancellor (von 1887)
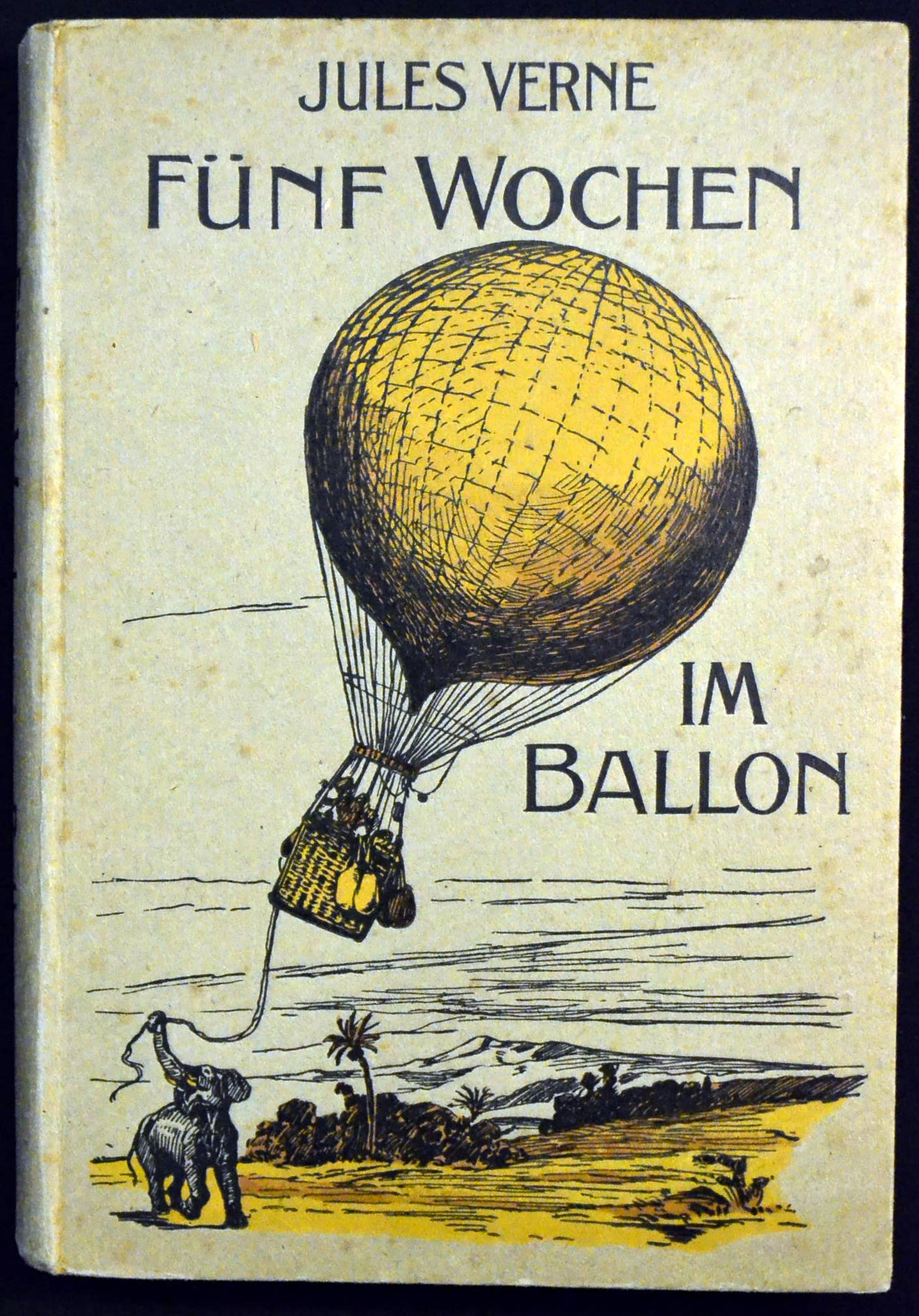
Fünf Wochen im Ballon (um 1900)